# Pseudodiaptomus forbesi
Pseudodiaptomus forbesi är en kräftdjursart som först beskrevs av Poppe och Richard 1890.  Pseudodiaptomus forbesi ingår i släktet Pseudodiaptomus och familjen Pseudodiaptomidae. Inga underarter finns listade i Catalogue of Life.